# 前山隆
前山 隆（まえやま たかし、1933年8月4日 - 2024年12月9日）は、日本の文化人類学者。

## 人物・来歴
岩手県出身（北海道生まれ）。岩手県立福岡高等学校卒。1960年静岡大学文理学部哲学専攻卒。1961-1962年ブラジル・サンパウロ大学人類学留学生。1967年サンパウロ社会学政治学院社会科学修士。1975年コーネル大学人類学博士。76年サンパウロ州立大学講師、助教授（文化人類学）。1977年信州大学人文学部助教授（比較文化論）。1980年筑波大学歴史人類学系助教授。1985年静岡大学人文学部教授。1997年定年退官、阪南大学国際コミュニケーション学部教授。2004年退職。
ブラジル移民について研究した。
2024年12月9日死去。91歳没。

## 著書
- 『非相続者の精神史 或る日系ブラジル人の遍歴』(叢書ライフ・ヒストリー)御茶の水書房, 1981.1
- 『移民の日本回帰運動』(NHKブックス) 日本放送出版協会, 1982.6
- 『エスニシティとブラジル日系人 文化人類学的研究』御茶の水書房, 1996.8
- 『異邦に「日本」を祀る ブラジル日系人の宗教とエスニシティ』御茶の水書房, 1997.3
- 『異文化接触とアイデンティティ ブラジル社会と日系人』御茶の水書房, 2001.2
- 『風狂の記者 ブラジルの新聞人三浦鑿の生涯』御茶の水書房, 2002.6
- 『個人とエスニシティの文化人類学 理論を目指しながら』(阪南大学叢書) 御茶の水書房, 2003.3
- 『文学の心で人類学を生きる 南北アメリカ生活から帰国まで十六年』御茶の水書房, 2010.11

### 編著
- 『ハワイの辛抱人 明治福島移民の個人史』編著. 御茶の水書房, 1986.9
- 『ドナ・マルガリーダ・渡辺 移民・老人福祉の五十三年』編著. 御茶の水書房, 1996.4

### 翻訳
- ロバート・J.スミス『現代日本の祖先崇拝 文化人類学からのアプローチ』御茶の水書房, 1981-83
- ミネ・オークボ 画・文『市民13660号 日系女性画家による戦時強制収容所の記録』御茶の水書房, 1984.3

## 論文
- ＜前山隆